# Acraea flavomaculatus
Acraea flavomaculatus är en fjärilsart som beskrevs av Lanz 1896. Acraea flavomaculatus ingår i släktet Acraea och familjen praktfjärilar. Inga underarter finns listade i Catalogue of Life.